# Zachow (Ketzin/Havel)
Zachow ist ein Ortsteil der Stadt Ketzin/Havel im Landkreis Havelland in Brandenburg. Zum Ortsteil gehören die Gemeindeteile Gutenpaaren und Fernewerder.

## Lage
Zachow liegt im südlichen Havelland, etwa 6 Kilometer westlich von Ketzin und 17 Kilometer Luftlinie nordöstlich der Stadt Brandenburg an der Havel. Umliegende Ortschaften sind der Ortsteile Wachow und Niebede der Stadt Nauen im Norden. Zachow liegt an der Landesstraße 92 nach Ketzin. Südlich des Dorfes liegt der Trebelsee, der an dieser Stelle von der Havel durchflossen wird. Zachow und der Gemeindeteil Gutenpaaren sind heute baulich zusammengewachsen. Der Ort liegt am Rand einer nacheiszeitlichen leichten Hügellandschaft mit dem 79 Meter hohen Kahlen Berg im Norden.

## Geschichte
Zachow wurde 1170 das erste Mal urkundlich erwähnt. Es gehört damit zu den ältesten Siedlungen des Havellandes, die nach deutschem Recht und unmittelbar nach der Inbesitznahme der Burg Brandenburg 1157 gegründet wurden. Bei der im Juli 1952 in der DDR durchgeführten Gebietsreform wurde die Gemeinde Zachow mit dem Ortsteil Gutenpaaren dem Kreis Nauen im Bezirk Potsdam zugeordnet. Nach der Wende wurde der Kreis Nauen in Landkreis Nauen umbenannt und schließlich aufgelöst, bei der Kreisreform im Dezember 1993 wurde Zachow dem neuen Landkreis Havelland zugeordnet. Am 26. Oktober 2003 wurde die Gemeinde nach Ketzin eingemeindet.

## Wüstungen
Nordöstlich von Zachow in einem Wiesengebiet soll sich das ehemalige Dorf Werdere befunden haben. Das Dorf Werdere wurde bis 1216 erwähnt und dann wüst. Im Brandenburger Domkapitel von 1656 wird eine Flurbezeichnung  Der Zachowsche Fernewerder beschrieben. Als Fernewerder wird ein heutiger Wohnplatz in der Gemarkung Zachow bezeichnet. 
Ebenfalls nordöstlich der Ortslage befand sich die Siedlung Crelin, die wahrscheinlich um 1200 aufgegeben wurde.